# Onthophagus binodulus
Onthophagus binodulus là một loài bọ cánh cứng trong họ Bọ hung (Scarabaeidae).